# Moritz Seubert (Verwaltungsbeamter)
Moritz Seubert (* 9. Februar 1852 in Karlsruhe; † 29. November 1905 in Tübingen) war ein deutscher Verwaltungs- und Ministerialbeamter.

## Leben
Moritz Seubert, Sohn des Botanikers Moritz August Seubert, nahm als kriegsfreiwilliger Abiturient am Deutsch-Französischen Krieg teil. Anschließend studierte er Rechtswissenschaften an der Ruprecht-Karls-Universität Heidelberg und der Eberhard Karls Universität Tübingen. 1872 wurde er Mitglied des Corps Suevia Heidelberg. Nach dem Studium trat er in den badischen Staatsdienst ein. 1880 wurde er Amtmann beim Bezirksamt Lörrach, später beim Bezirksamt Konstanz und 1885 beim Bezirksamt Mannheim. 1886 wurde er Regierungsrat beim badischen Oberschulrat. 1888 wurde er zum Oberamtmann und Amtsvorstand des Bezirksamts Säckingen ernannt. 1891 wechselte er als Amtsvorstand zum Bezirksamt Müllheim, 1893 zum Bezirksamt Achern und 1896 zum Bezirksamt Donaueschingen. 1899 wurde er als Ministerialrat in das badische Innenministerium berufen. 1900 wurde er zudem Mitglied des Landesversicherungsamtes. In seinem Todesjahr 1905 wurde er zum Geheimen Oberregierungsrat ernannt.

## Auszeichnungen
- Ritterkreuz 1. Klasse des Ordens vom Zähringer Löwen, 1892
- Eichenlaub zum Ritterkreuz 1. Klasse des Ordens vom Zähringer Löwen, 1902